# Episodi di Terapia d'urto (seconda stagione)
La seconda stagione della serie televisiva Terapia d'urto è stata trasmessa in prima visione assoluta negli Stati Uniti d'America dal canale via cavo USA Network dal 6 giugno 2012 al 20 febbraio 2013.
In Italia la stagione è stata trasmessa in prima visione satellitare da Fox Life dal 5 dicembre 2012 al 20 marzo 2013.
| nº | Titolo originale      | Titolo italiano        | Prima TV USA     | Prima TV Italia  |
| -- | --------------------- | ---------------------- | ---------------- | ---------------- |
| 1  | Shrink or Swim        | La nave sta affondando | 6 giugno 2012    | 5 dicembre 2012  |
| 2  | To Swerve and Protect | Deviare e proteggere   | 13 giugno 2012   | 12 dicembre 2012 |
| 3  | Wide Deceiver         | Paura di fallire       | 20 giugno 2012   | 19 dicembre 2012 |
| 4  | Slumpbuster           | La sindrome di Narciso | 27 giugno 2012   | 26 dicembre 2012 |
| 5  | Mr. Irrelevant        | Questioni di orgoglio  | 11 luglio 2012   | 2 gennaio 2013   |
| 6  | What's Eating You?    | Ansia                  | 18 luglio 2012   | 9 gennaio 2013   |
| 7  | Spell It Out          | Scelta sofferta        | 25 luglio 2012   | 16 gennaio 2013  |
| 8  | A Load of Bull        | Sotto pressione        | 1º agosto 2012   | 23 gennaio 2013  |
| 9  | Might as Well Face It | Specchi rivelatori     | 15 agosto 2012   | 30 gennaio 2013  |
| 10 | Double Fault          | Doppio fallo           | 22 agosto 2012   | 6 febbraio 2013  |
| 11 | All the King's Horses | Calcio d'inizio        | 29 agosto 2012   | 13 febbraio 2013 |
| 12 | Frozen Fish Sticks    | Chi si ferma è perduto | 23 gennaio 2013  | 20 febbraio 2013 |
| 13 | Hits and Myths        | Amicizie pericolose    | 30 gennaio 2013  | 27 febbraio 2013 |
| 14 | The Fall Guy          | Caduta libera          | 6 febbraio 2013  | 6 marzo 2013     |
| 15 | Regret Me Not         | Non rimpiangermi       | 13 febbraio 2013 | 13 marzo 2013    |
| 16 | There's the Door      | La nostra verità       | 20 febbraio 2013 | 20 marzo 2013    |

## La nave sta affondando
- Titolo originale: Shrink or Swim
- Diretto da: Elodie Keene
- Scritto da: Liz Kruger e Craig Shapiro

### Trama
Matt e Dani si frequentano di nascosto. Dani litiga con Ray perché deve pagare ottantasette mila dollari di tasse arretrate non pagate dall'ex marito. Ray Jay prende ripetizioni di matematica da Olivia. 

Terrence, dopo che un tifoso di Chicago gli ha sparato in un locale al termine della partita, ha seguito un mese di riabilitazione in Florida, al suo rientro decide di farsi chiamare K.T. per segnare la sua rinascita. Convinto che la sua convalescenza sia terminata insiste per partecipare alla convention di apertura della stagione nonostante Dani sia contraria. 

I Pittman stanno divorziando e il futuro degli Hawks è incerto. Dopo una richiesta di aiuto via mail di Juliette Pittman, Nico si mette alla ricerca della ragazza che sembra scomparsa nel nulla.
- Guest star: Evan Handler (Marshall Pittman), Rob Estes (Rob Maroney), Meghann Fahy (Olivia DiFlorio)

## Deviare e proteggere
- Titolo originale: To Swerve and Protect
- Diretto da: Rob Morrow
- Scritto da: Natalie Chaidez

### Trama
Dani, dopo aver sorpreso Ray Jay a letto con Olivia, impone al ragazzo di cambiare tutor  e impedisce alla ragazza di entrare in casa creando tensione con il figlio. 

Terrence continua ad essere traumatizzato dalla sparatoria e non vuole uscire dal suo appartamento. Ma Marshall, dopo essersi nominato general manager della squadra, pretende che torni in campo, così Nico assume due guardie del corpo per farlo sentire al sicuro. 

Alla semifinale nazionale di roller derby Grace Denise Charleston ha avuto un collasso nervoso durante la partita. In vista del campionato nazionale Grace segue una terapia con Dani.
- Guest star: Mekia Cox (Zetty Liston), Evan Handler (Marshall Pittman), Meghann Fahy (Olivia DiFlorio)

## Paura di fallire
- Titolo originale: Wide Deceiver
- Diretto da: Kevin Dowling
- Scritto da: Jeffery Lieber

### Trama
Ray Jay è diventato vegano come Olivia. Dani ha dei dubbi sulla sua storia con Matt perché capisce che lui vuole dei figli e quindi la loro relazione non ha futuro. 

Zetty, amica di vecchia data di T.K., nonostante le minacce di Nico, lo aiuta a nascondersi. Visitando con lei Newark, la città in cui è cresciuto, Terrence decide di acquistarvi un fast food e comunica a Dani di voler lasciare il football. 

Seguendo la politica al risparmio di Pittman, gli Hawks valutano Damon Razor, un ragazzo notato da Matt alla Scouting combine, la selezione degli studenti di college dell'ultimo anno per i draft di aprile. Dani cura la sua preparazione psicologica ai test. 

Nico mette una microspia nell'ufficio di Marshall Pittman.
- Guest star: Gaius Charles (Damon Razor), Mekia Cox (Zetty Liston), Evan Handler (Marshall Pittman), Meghann Fahy (Olivia DiFlorio)

## La sindrome di Narciso
- Titolo originale: Slumpbuster
- Diretto da: Kevin Hooks
- Scritto da: Will McRobb e Chris Viscardi

### Trama
T.K. è tornato ad allenarsi, ma si lamenta dei dolori muscolari così Matt lo manda da Simon, una massaggiatrice. Il suo agente invece si lamenta perché Gabrielle ha bloccato l'assegno premio di Terrence. 

Edmund Gonzales, stella del baseball con il record di battute nella passata stagione, non riesce più a colpire la palla quando si presenta in battuta così si rivolge a Dani per risolvere il problema. 

I Pittman sono ancora in guerra per la proprietà degli Hawks, Marshall chiede alla lega una valutazione di competenza e a Dani una valutazione negativa su Gabrielle.
- Guest star: Rob Estes (Rob Maroney), Evan Handler (Marshall Pittman), Adam Rodríguez (Edmund Gonzales), Lindsay Hollister (Denise), Liz Vassey (Gabrielle Pittman)

## Questioni di orgoglio
- Titolo originale: Mr. Irrelevant
- Diretto da: Craig Shapiro
- Scritto da: Mark Kruger

### Trama
Dani comunica ai ragazzi che ha una relazione con Matt. Lindsay partecipa alla selezione delle Cheerleader. 

T.K. è in crisi perché Twitter non parla ne sparla di lui e decide di assumere un tweet master , un ghostwriter, per riacquistare popolarità. 

La Lega nomina Hank Griffin general manager ad interim finché i Pittman non risolvono le questioni relativa al divorzio. Matt viene nominato suo assistente. 

Jack St. Cloud, un illusionista, si rivolge a Dani perché è diventato [[Claustrofobia
claustrofobico]], ma ha già firmato un contratto molto remunerativo per il suo prossimo numero: seppellito vivo per nove giorni in una bara trasparente a Central Park.
- Guest star: Paul Blackthorne (Jack St. Cloud), Michael O'Neill (Hank Griffin)

## Ansia
- Titolo originale: What's Eating You?
- Diretto da: Andy Wolk
- Scritto da: Ildy Modrovich

### Trama
Ray vuole usare il fondo per il college per portare Ray Jay alle Hawaii. Lindsay inizia la terapia con la Dottoressa Crosetti prima di andare al campo estivo. Jeanette arriva in visita (1x08) per sei settimane, Augusto le ha chiesto di sposarlo e lei vuole capire se trasferirsi definitivamente. 

Sta iniziando una nuova stagione, il Coach consegna il libro degli schemi e T.K. dà il benvenuto a Damon, la recluta, con una serie di scherzi. 

Ryan 'Rhino' Norton, il Linebacker degli Hawks, ha raggiunto i 131 kg e questo compromette la sua resa. Dani inizia una terapia con lui per capire quale fonte di stress lo porti a mangiare senza controllo.
- Guest star: Gaius Charles (Damon Razor), Amy Sedaris (Dr. Jane Crosetti), Christine Woods (Lydia Norton)

## Scelta sofferta
- Titolo originale: Spell It Out
- Diretto da: Tim Hunter
- Scritto da: Damani Johnson

### Trama
Matt passa la notte a casa di Dany, approfittando del fatto che i ragazzi sono fuori per le vacanze. Janette accompagna Matt ad acquistare un anello per Dani. 

T.K. riceve una notifica, l'uomo che gli ha sparato sostiene che sia stata legittima difesa. 

La Lega manda Vera Dade per accedere al server degli Hawks, rimuovere le discrepanze generate dalla gestione di Marshall Pittman e preparare il terreno per la cessione della squadra terminata la causa di divorzio. 

Mukesh Jeevan, un bambino prodigio, inizia una terapia con Dani perché durante una gara di spelling è svenuto. Manca una settimana alla gara nazionale e ripensando all'episodio Mukesh incomincia a balbettare e si blocca durante la compitazione delle parole.
- Guest star: Valerie Cruz (Vera Dade), Tom Nowicki (Devin)

## Sotto pressione
- Titolo originale: A Load of Bull
- Diretto da: Anton Cropper
- Scritto da: Colin Sweeney

### Trama
Matt e Dani si sono lasciati perché lui non ha smesso di sperare di avere un figlio. Ray Jay viene ammesso al College, ma quando comunica la notizia ad Olivia lei lo lascia perché vuole ricominciare quando si trasferirà alla Brown. 

T.K. viene nominato capitano e Nico lo invita a comportarsi come tale, soprattutto perché Sportscom 3 è sul campo per girare un reportage su di lui. 

Dopo due campionati del mondo, Ty ha paura di cavalcare di nuovo un toro e si rivolge a Dani per superare il suo blocco.
- Guest star: Gaius Charles (Damon Razor), Michaela McManus (Noelle Saris), Tyler Jacob Moore (Ty), Hillary Tuck (Layla)

## Specchi rivelatori
- Titolo originale: Might as Well Face It
- Diretto da: Daniel Sackheim
- Scritto da: Will McRobb e Chris Viscardi

### Trama
Nonostante la rottura Dani e Matt hanno passato la notte assieme. 

T.K. si prende gioco di Damon prima dell'ultima partita di pre campionata che definirà la rosa degli Hawks per la nuova stagione. Nel frattempo Dani comunica a Nico che secondo lei T.K. abusa di anti dolorifici e la vera identità di Damon finisce in prima pagina. 

La madre di un giocatore di Videogiochi si rivolge a Dani perché da quando è stato eliminato all'ultimo torneo non è più uscito dalla sua stanza ed è perennemente on-line per giocare.
- Guest star: Matt Angel (Orson Brinks), Gaius Charles (Damon Razor), Eve Gordon (Mrs. Brinks), Michael O'Neill (Hank Griffin)

## Doppio fallo
- Titolo originale: Double Fault
- Diretto da: James Hayman
- Scritto da: Natalie Chaidez

### Trama
Dani organizza una festa di benvenuto per il bambino di Janette. Ray Jay valuta quale College frequentare e come guadagnare i soldi necessari per iscriversi. 

Nico informa Matt delle pillole che ha trovato nell'appartamento di T.K. che nel frattempo si sfoga con Dani perché si è accorto che qualcuno è entrato in casa sua. 

Vera ritorna a Chicago per una falla nella sicurezza, mesi di conversazioni sono state registrate nella struttura degli Hawks. Nico elimina le cimici nella struttura e nello studio di Dani. 

Ted e Allison giocano il doppio misto a tennis, ma il feeling, dopo sette anni, non è più quello di un tempo. 
- Guest star: Susie Abromeit (Allison), Valerie Cruz (Vera Dade), Taylor Kowalski (Adam), Michael O'Neill (Hank Griffin), Rob Estes (Rob Maroney), Ryan McPartlin (Ted), Mike Pniewski (Tony Baldwin)

## Calcio d'inizio
- Titolo originale: All the King's Horses
- Diretto da: Davi Grossman
- Scritto da: Liz Kruger e Craig Shapiro

### Trama
Ray Jay si accorda con Adam per iscriversi al torneo di Fantafootball ed iscriversi al College che desidera: il ragazzo coltiva Marijuana nel giardino ci casa Santino mentre Ray Jay sfrutta le conoscenze negli Hawks per le puntate. Dani sospende le sedute nel suo studio dopo che Nico l'ha informata che Marshall Pittman vi aveva fatto installare delle cimici. 

T.K. ha un incidente in automobile per l'abuso di farmaci. Dani, Matt, Nico e il Coach tentano di convincerlo ad entrare in un centro di recupero e curarsi. 

L'aereo di Marshall Pittman è scomparso al largo della costa nei pressi di West Hampton. Inizialmente Nico pensa si un tentativo di fuga, ma poi viene ritrovato il cadavere. 

I New York Hawks ingaggiano Joe 'Toes' Kittridge per sostituire T.K.
- Guest star: Rob Estes (Rob Maroney), Michael Imperioli (Jimmy Folkes), Michael O'Neill (Hank Griffin), Michaela McManus (Noelle Saris), Amy Pietz (Corinne Walsh)

## Chi si ferma è perduto
- Titolo originale: Frozen Fish Sticks
- Diretto da: Kevin Dowling
- Scritto da: Jeffery Lieber

### Trama
Dani ha baciato Nico, Matt invece ha passato la notte con Noelle. Confusa Dani si reca da un suo ex professore perché non riesce a riprendere l'attività. Ray Jay è stato condannato a 100 ore di servizi sociali dopo essere stato fermato con la macchina piena delle piantine di Marijuana che aveva estirpato dal giardino. 

T.K. rientra dopo un mese di riabilitazione. 

Juliette Pittman si presenta ubriaca allo stadio degli Hawks dopo aver scoperto che il padre le ha lasciato la squadra in eredità.
- Guest star: Robbie Jones (Joe 'Toes' Kittridge), Michael O'Neill (Hank Griffin), Peter MacNicol (Dr. Albert Gunner), Danielle Panabaker (Juliette Pittman)

## Amicizie pericolose
- Titolo originale: Hits and Myths
- Diretto da: John T. Kretchmer
- Scritto da: Ildy Modrovich e Damani Johnson

### Trama
Ray Jay inizia i lavori socialmente utili presso gli Hawks Cares, la fondazione benefica della squadra. Dani continua la terapia per interpretare i suoi sogni. 

Il David, frontman dei Vondozer, ha problemi di alcolismo e per portare a termine il tour si reca in terapia con il suo amico e cofondatore della band Paul.  

Juliette si occupa del Merchandising della squadra: crea una nuova divisa ed organizza un servizio fotografico con T.K. e Toes. Matt e il Coach chiedono a Nico di arginare le sue intromissioni nella gestione dei giocatori e della squadra.
- Guest star: Will Chase (David Blaze), Josh Hamilton (Paul), Robbie Jones (Joe 'Toes' Kittridge), Peter MacNicol (Dr. Albert Gunner), Danielle Panabaker (Juliette Pittman)

## Caduta libera
- Titolo originale: ‘'The fall guy'’
- Diretto da: Arlene Sanford
- Scritto da: Scott D. Shapiro

### Trama
Per i sessantacinque anni di Angela a casa Santino arriva Ronny, la sorella di Dany. Organizzando la festa per il compleanno Dani ha un duro scontro con Angela dopo aver scoperto che questa aveva tradito il padre con un amico di famiglia.
A Ray Jay mancano ancora venti ore di servizi sociali, ma Juliette gli offre il posto come suo assistente personale part-time. 

T.K. ha dei problemi di comunicazione con Rex, il Quarterback, così lo inviata a passare un pomeriggio insieme, ma dopo un duro scontro verbale con lui ha una ricaduta e contatta Dani per un supporto. 

Durante una conferenza stampa il Coach Purnell perde le staffe e si arrabbia con una giornalista che critica la squadra per le numerose penalità subite da inizio stagione nonostante le sette vittorie su nove partite giocate. La moglie preoccupata si rivolge a Dani affinché parli con il marito. 

Vittima dell'ira del Coach Juliette vuole sostituirlo.
- Guest star: Tamara Braun (Ronny), Robbie Jones (Joe 'Toes' Kittridge), Danielle Panabaker (Juliette Pittman), Travis Smith (Rex Evans)

## Non rimpiangermi
- Titolo originale: ‘'Regret me not'’
- Diretto da: John Fortenberry
- Scritto da: Mark Kruger

### Trama
Durante la seduta Dani si confronta con Albert sulla sua reazione alla scoperta della relazione avuta dalla madre. Angela ha un infarto. Dani dice a Matt che vuole passare il resto dei suoi giorni con lui ed è disposta ad avere altri figli, ma lui infuriato le risponde che è troppo tardi, la loro storia è finita. 

Rex continua a privilegiare Toes sul campo, ma le sue scelte non sono sempre vincenti, per questo Matt lo affida a Dani. T.K. nel frattempo lavora per tornare il giocatore di un tempo e per trovare uno sponsor che lo affianchi nel programma di recupero e lo aiuti a rimanere sobrio. 

Dopo aver imposta a Juliette la vendita della squadra, Nico è in cerca di acquirenti, ma le trattative sono più complicate del previsto.
- Guest star: James R. Black (Kojo Liberty), Neil Hopkins (Jimmy), Robbie Jones (Joe 'Toes' Kittridge), Peter MacNicol (Dr. Albert Gunner), Michaela McManus (Noelle Saris), Tom Nowicki (Devin), Travis Smith (Rex Evans), Joe Theismann (Joe Theismann)

## La nostra verità
- Titolo originale: ‘'There's the door'’
- Diretto da: Kevin Dowling
- Scritto da: Liz Kruger e Craig Shapiro

### Trama
Matt si scusa per la sua reazione, ma comunica a Dani che ha un interesse per un'altra donna. 

Rex fa outing per salvare il suo rapporto con Jimmy e non nascondersi più. Per avere un supporto quando comunicherà la notizia alla squadra decide di parlare prima di tutti con T.K. 

Juliette comunica a Ray Jay che venduta la squadra andrà a Parigi per creare una sua collezione di moda e gli chiede di partire con lei. 

Nico ha ricevuto una proposta di lavoro a Dallas.
- Guest star: Mark Cuban (Mark Cuban), Robbie Jones (Joe 'Toes' Kittridge), Michaela McManus (Noelle Saris), Jeffrey Nordling (Glenn), Tom Nowicki (Devin), Danielle Panabaker (Juliette Pittman), Travis Smith (Rex Evans)